# Digimortal
Digimortal — четвертий студійний альбом гурту Fear Factory, який вийшов у 2001 році.

## Композиції
1. «What Will Become?» — 3:24
2. «Damaged» — 3:03
3. «Digimortal» — 3:04
4. «No One» — 3:37
5. «Linchpin» — 3:25
6. «Invisible Wounds (Dark Bodies)» — 3:54
7. «Acres of Skin» — 3:55
8. «Back the Fuck Up» ft. B-Real — 3:10
9. «Byte Block» — 5:21
10. «Hurt Conveyor» — 3:42
11. «(Memory Imprints) Never End» — 6:48

### Дігіпак-версія
1. «Dead Man Walking» — 3:16
2. «Strain Vs. Resistance» — 3:25
3. «Repentance» — 2:40
4. «Full Metal Contact» — 2:28